# 1129. grenadirski polk (Wehrmacht)
1129. grenadirski polk (izvirno nemško 1129. Grenadier-Regiment; kratica 1129. GR) je bil pehotni polk Heera v času druge svetovne vojne.

## Zgodovina
Polk je bil ustanovljen 11. julija 1944 kot sestavni del 560. grenadirske divizije.